# Dresdner Trompeten Consort
Das Dresdner Trompeten Consort ist ein Musikensemble bestehend aus den Trompetern Mathias Schmutzler, Tobias Willner, Volker Stegmann, Gerd Graner, Sven Barnkoth, alle Mitglieder der Sächsischen Staatskapelle Dresden, und Frank Hebenstreit, sowie den Paukern der Staatskapelle Thomas Käppler und Christian Langer.

## Geschichte
2003 gründete Mathias Schmutzler das Ensemble mit dem Ziel, die höfischsächsische Trompeter- und Paukerkunst zu beleben und fortzusetzen. 
Konzerte werden überwiegend in Kirchen und Schlössern sowie bei festlichen Anlässen wie dem Dresdner Semper Opernball gespielt. Gastsolisten wie Ludwig Güttler und Allen Vizzutti bereichern die Konzerte ebenso wie das Zusammenspiel mit Kreuzorganist Holger Gehring.
Die Musiker des Dresdner Trompeten Consort sind darüber hinaus Mitglieder verschiedener Kammermusikensembles, so dem Blechbläserensemble Ludwig Güttler, den Virtuosi Saxoniae, Semper Brass Dresden, Philharmonic Brass Dresden, den Dresdner Kapellsolisten u. a. und haben z. T. Lehraufträge an der Dresdner und Leipziger Musikhochschule inne. CD-, Rundfunk und Fernsehproduktionen ergänzen ihre Tätigkeit.

## Diskographie
- Mit Pauken und Trompeten
- Kreuzkirche Dresden. Festliche Musik für 4 Trompeten, Pauken und Orgel (Mitras Classics, 2006)
- Tönet ihr Pauken, erschallet Trompeten (2006)
- Festliche Musik (Querstand, 2014)